# 达里娅·萨维尔
达里娅·萨维尔（1994年3月5日—），原名达里娅·加夫里洛娃（Daria Gavrilova），是俄羅斯出生的澳洲职业网球女运动员，2012年轉職業，2015年轉籍至澳洲。她的WTA生涯最高單打排名為第20（2017年9月25日）。澳洲排名第一女网球运动员，打敗世界十名內頂尖的网球运动员。
2021年與男子網球員盧克·薩維爾結婚，婚后以达里娅·萨维尔（Daria Saville）的名字对外参赛。

## 外部連結
- 达里娅·萨维尔的国际女子网球协会官方資料（英文）
- 达里娅·萨维尔的國際網球總會 職業／青少年 官方資料（英文）